# Youssouf Simpara
Youssouf Simpara (* 30. Juni 1979) ist ein ehemaliger malischer Leichtathlet.

## Sport
Simpara nahm an den Olympischen Sommerspielen 2000 in Sydney teil. Im Wettlauf über 100 m schied er mit einer Zeit von 10,82 s im Vorlauf aus.